# 하늘에서 음식이 내린다면
《하늘에서 음식이 내린다면》(영어: Cloudy With A Chance Of Meatballs)은 2009년 제작된 미국의 애니메이션 영화이다. 주디 배럿(Judi Barrett)의 동화책 'Cloudy With A Chance Of Meatballs'을 모델로 하였다.
대한민국에서는 한국 소니 픽처스 릴리징 브에나 비스타 영화㈜에서 수입하여 극장 개봉하였다. 3D 영화로 제작이 되어, 3D 영화로 극장 개봉하였다. 2D를 3D로 변환 작업이 없이 3D 촬영으로 제작되었다. 국내에서도 3D 한국어 더빙과 3D 한글 자막 두 가지 분류로 3D를 극장 개봉하였고, 3D 블루레이 타이틀로 출시되었다.

## 줄거리
먹을거라곤 정어리가 전부인 '꿀꺽퐁당' 섬. 이 마을에 사는 청년 플란트는 세계를 쥐락펴락하는 멋진 과학자가 되는 것이 꿈이다. 하지만 만드는 발명품마다 말썽을 일으키는 통에 마을 주민들로부터 사고뭉치 낙인이 찍혀 어린아이들에게도 비웃음을 당하고 있다. 그러던 어느날, 그는 정어리 뿐인 마을에 다른 식량을 만들어내겠다며 하늘에서 음식이 내려오게 하는 플린트 록우드 슈퍼 변이 온음계 음식 복제기(Flint Lockwood Diatomic Super Mutating Dynamic Food Replicator, FLDSMDFR, 한국식으로 줄이면 플린트스음풔어)라는 괴상한 기계를 만들어낸다.
처음에는 또 평소처럼 기계가 멋대로 작동하는가 싶었지만 곧 계획한 대로 하늘에서 음식이 떨어지는 광경을 보게된다. 이 일로 그간 괴짜라고 무시당하던 플란트는 희망없는 마을을 바꿔준 유명인사가 되면서 오랜 소원이었던 멋진 과학자의 꿈을 이루었고 또 우연히 만난 기상캐스터 샘과도 가까워지는등 일과 사랑을 모두 얻는 쾌거를 누린다. 또 섬의 시장은 플란트의 기계를 이용해 섬을 관광지로 개발시키게 되면서 플란트의 인기는 나날이 높아져만 가고 있었다.
하지만 쉴새없는 음식생산으로 인해 기계는 과부하가 걸리기 시작했고 만들어지는 음식들 역시 분자구조의 이상으로 커다란 크기가 된다. 위기를 직감한 플란트는 당장 기계를 꺼야한다고 말했지만 관광지 개발에 혈안이 되어있던 시장은 절대로 기계를 멈추지 말라고 해버린다. 그리고 세계 각국에서 관광객들이 몰려온 당일, 일이 터졌다. 쏟아지는 음식들은 자연재해로 돌변하여 사람들을 위협하기 시작했고 즐거워야할 섬은 혼돈의 도가니가 되고 만다.
플란트는 기계를 만들어낸 자신에게 책임이 있다고 자책하며 기계를 없애버리겠다고 나섰고 그 길에는 샘과 그녀와 같이 파견된 카메라맨 매니, 플란트를 업신여기던 브렌트와 애완 원숭이 스티브까지 동참하게 된다.

## 출연진
- 빌 헤이더 : 플린트 락우드 역
- 애나 패리스 : 샘 스팍스 역
- 제임스 칸 : 팀 락우드(아빠) 역
- 앤디 샘버그 : 바비 브렌트 역
- 브루스 캠벨 : 스왈로우 폴스섬 시장 역
- 미스터 티 : 얼 드버록스 역
- 보비 J. 톰슨 : 칼 드버록스 역
- 벤저민 브랫 : 매니 역
- 닐 패트릭 해리스 : 스티브 역
- 엘 로커 : 패트릭 패트릭슨 역
- 로런 그레이엄 : 프란 록우드 역
- 윌 포트 : 조 타운 역
- 맥스 뉴워스 : 어린 플린트 역
- 피터 시라거사 : 루퍼스 역
- 앤절라 셸턴 : 레지나 드버록스 역

## 해외 더빙

### 대한민국
- 엄상현 - 플린트 락우드 한국어 더빙 역
- 문남숙 - 샘 스팍스 한국어 더빙 역
- 이종구 - 티모시 록우드 한국어 더빙 역
- 홍성헌 - 시장 한국어 더빙 역
- 홍범기 - 브랜트 맥홀 한국어 더빙 역
- 손종환 - 얼 드버록스 한국어 더빙 역
- 안장혁 - 매니 한국어 더빙 역
- 송준석 - 패트릭 패트릭슨 한국어 더빙 역

## 해외 수출

### 대한민국
- 개봉 : 2010년 2월 11일
- 관람등급 : 전체 관람가
- 러닝타임 : 90분
- 수입 : 한국 소니 픽쳐스 릴리징 브에나 비스타 영화㈜
- 배급 : 한국 소니 픽쳐스 릴리징 브에나 비스타 영화㈜
- 홍보 : ㈜올댓시네마, ㈜지니스 커뮤니케이션
- 홈페이지 : https://web.archive.org/web/20180809090613/http://meatball.co.kr/

## 같이 보기
- 하늘에서 음식이 내린다면 (비디오 게임)
- 호놀룰루 당밀 유출 사고
- 런던 맥주 홍수